# Кодриди
Кодриди (дав.-гр. Κοδρίδες) — сукупність давньогрецьких аристократичних родів, представники яких вважали себе нащадками Кодра — легендарного царя Мессенії, а згодом — Афін.
Враховуючи, що синів Кодра — Нелея, Андрокла та інших — вважали засновниками іонійських міст, місцеві династії царів також іменувалися Кодридами (наприклад у Колофоні, Міунті, Теосі, Фокеї), хоча іноді для окремих родових «гілок» вживали й інші означення — зокрема Нелеїди (у Мілеті, Прієні), Пантикапеї, або ж Басиліди (зокрема, на Хіосі, в Еріфрах та Ефесі).
За переказами у Стародавніх Афінах Кодриди добровільно поступилися царською владою, передавши керівництво державою архонтам. Сталося це за Медонта або в добу Акаста.
Кодридами були відомі громадські діячі і філософи, зокрема Солон, Пісістрат, Геракліт, Біант, Гекатей, Платон, Критій, Спевсіпп.